# Липовець (Крупський район)
Липовець (біл. вёска Ліпавец) — село в складі Крупського району Мінської області, Білорусь. Село підпорядковане Бобрській сільській раді, розташоване в східній частині області.